# Gerard Vázquez i Illa
Gerard Vázquez i Illa   (Barcelona, 1959) és un dramaturg català. Llicenciat en Psicologia per la Universitat de Barcelona, va iniciar-se en el teatre amateur com a actor i dramaturg. Posteriorment, va assistir a cursos de Sanchis Sinisterra a la Sala Beckett de Barcelona. Com a dramaturg, és autor de guions com Cansalada cancel·lada (1999), Premi SGAE de Teatre de 1995, Magma (1998), Premi Born de Teatre de 1997, El somriure del guanyador (2001), Premi Ciutat d'Alcoi de teatre de 2001, El retratista (2003), Premi de Teatre 50è Aniversari Crèdit Andorrà de 2002 i Premi Crítica Serra d'Or de Teatre de 2004, Quid pro quo (2005), Premi Recull de Teatre Josep Ametller de 2004, Uuuuh! (2005), Premi Butaca de 2006, entre d'altres. També és autor de traduccions i adaptacions d'estrenes teatrals, com Una parella oberta, de Dario Fo, Un riure en la foscor de Vladímir Nabókov, Bartleby d'Herman Melville o La strada, de Federico Fellini i Tullio Pinelli. Alguns dels seus textos s'han traduït a l'anglès, al francès, a l'alemany, a l'italià, al suec, al serbocroat i a l'albanès, i algunes de les seves obres s'han representat als Estats Units, al Canadà, a Itàlia, a Suècia, a l'Argentina i a Kosovo.

## Obres
- Cançons d'Alabama (1998)
- Cansalada cancel·lada (1999, Premi SGAE de teatre 1995)
- Magma (1998, Premi Born de teatre 1997)
- El somriure del guanyador (2002, Premi Ciutat d'Alcoi de teatre 2001)
- El retratista (2003, Premi de teatre 50è Aniversari Crèdit Andorrà 2002 i Premi Crítica Serra d'Or de Teatre 2004)
- Numbert (2004)
- Uuuuh! (2005, Premi Butaca de 2006)
- Quid pro quo (2008, Premi Recull de teatre Josep Ametller de 2004)